# Cayo Levantado
Cayo Levantado, es un islote en la bahía de Samaná, fue declarado Bien de Dominio Público, no susceptible de propiedad privada, por el Tribunal Constitucional mediante la sentencia 194/13. Ubicado al noreste de la isla Santo Domingo en la República Dominicana. Se trata un destino turístico conocido en ese país.
El Aeropuerto más cercano, el de Samaná, está a 68 kilómetros, además la isla posee un hotel. Posee alrededor de 1 kilómetro de extensión. Tiene una vegetación de bosque húmedo y playas de arena blanca. En este precioso islote se podrá disfrutar de buenas comidas, mariscos frescos y cocteles cómo la piña colada y el coco loco ofrecidos por sirvientes en el lugar en bares y restaurantes.